# Seth Carlo Chandler
Seth Carlo Chandler, Jr. (16 de septiembre de 1846 – 31 de diciembre de 1913) fue un astrónomo estadounidense. Descubrió el denominado bamboleo de Chandler, fluctuación de la orientación del eje de la Tierra.

## Vida y obra
Nació en Boston, Massachusetts, hijo de Seth Carlo Chandler y de Mary Cheever.  Realizó cálculos matemáticos para Benjamin Peirce en el Observatorio Harvard College durante su último año en la escuela secundaria.
Tras graduarse, se convirtió en el asistente de Benjamin A. Gould, quien fue director del Longitude Department of the U.S. Coast Survey program, un programa de estudios geodésicos. Cuando Gould lo dejó para convertirse en director del observatorio nacional de Argentina, Chandler también se fue y se convirtió en un actuario. Sin embargo, continuó trabajando en astronomía como aficionado afiliado al Observatorio del Harvard College.
Chandler es conocido por sus investigaciones en lo que hoy se conoce como Bamboleo de Chandler. Su investigación de este fenómeno geofísico duró casi tres décadas.
También contribuyó en otras áreas de la astronomía, incluyendo las estrellas variables. Además co-descubrió independientemente la nova T Coronae Borealis, mejoró la estimación de la constante de aberración, y calculó los parámetros orbitales de asteroides y cometas.

## Reconocimientos
- Chandler recibió la Medalla de oro de la Real Sociedad Astronómica en 1896 y la Medalla James Craig Watson en 1894.
- El cráter Chandler en la Luna recibe su nombre.